# Миленин, Виталий Евгеньевич
Виталий Евгеньевич Миленин (16 августа 1966, Елец, Липецкая область, РСФСР, СССР) — советский и российский футболист, центральный полузащитник. Мастер спорта России (1994).
Виталий Миленин — воспитанник елецкого футбола. С 1984 по 1992 годы выступал (с перерывами) за липецкий «Металлург».
В 1993 году он подписал контракт с вышедшим в высшую лигу «КАМАЗом» и за 4 сезона сыграл 69 матчей в чемпионате России. С 1998 по 2002 годы Миленин выступал за «Спартак» (Тамбов), был штатным исполнителем стандартных положений. Последний год карьеры провёл в родном «Ельце».
После окончания игровой карьеры — тренер ДЮСШ «Металлург» (Липецк), заместитель председателя Липецкой городской федерации футбола и судья матчи любительских команд.